# Sukhipur
Sukhipur (Nepali सुखिपुर) ist eine Stadt (Munizipalität) im östlichen Terai Nepals im Distrikt Siraha.
Die Stadt entstand im September 2015 durch Zusammenlegung der Village Development Committees Belhi, Kabilasi, Kushahalakshminiya, Mohanpur Kamalpur, Silorba Pachhawari, Sukhipur und Vidhyanagar.
Das Stadtgebiet umfasst 54,7 km².

## Einwohner
Bei der Volkszählung 2011 hatten die VDCs, aus welchen die Stadt Sukhipur entstand, 36.883 Einwohner (davon 23.353 männlich) in 9231 Haushalten.